# Piptadenia fruticosa
Piptadenia fruticosa là một loài thực vật có hoa trong họ Đậu. Loài này được (Mart.) J.F.Macbr. miêu tả khoa học đầu tiên.